# Domingo Peralta
Domingo Antonio Peralta Florencio (nacido en Santa Cruz de Mao, el 28 de julio de 1986) es un futbolista internacional dominicano. Se desempeña en el terreno de juego como delantero y su club actual es el Moca FC de la Liga Dominicana de Fútbol.

## Trayectoria
Su primer contacto con el balón y campo de juego fue a los 11 años en el colegio Sagrado Corazón de Jesús de su natal Mao, y por varios años jugó en el Oratorio Centro Juvenil Don Bosco. Cerca de cumplir los 18 años de edad, entró a la Selección Nacional de Fútbol y ahí tuvo la oportunidad de llegar a la Selección Sub-20.
Debutó con el equipo Moca FC de la Liga Mayor en 2010, siendo el máximo goleador y en ese mismo año es galardonado como el Mejor Deportista de Fútbol de la República Dominicana. En marzo de 2011 hizo su traspaso al fútbol haitiano con el Club AS Capoise siendo campeón en el Súper Ocho de ese país. En el mismo año, regresa al país a préstamo para jugar en el Deportivo Pantoja con el cual se corona campeón.
Peralta, integrante de Cibao FC desde el surgimiento del club, es un jugador veloz que aprovecha los espacios ofensivos, es fuerte en el cabeceo ofensivo y defensivo.

## Palmarés
| Título                                             | Club                   | Año  |
| -------------------------------------------------- | ---------------------- | ---- |
| Copa de Haití (Campeón)                            | Violette Athletic Club | 2011 |
| Primera División de República Dominicana (Campeón) | Club Atlético Pantoja  | 2011 |
| Copa Dominicana de Fútbol (Campeón)                | Cibao FC.              | 2015 |
| Liga Dominicana de Fútbol (Subcampeón)             | Cibao FC.              | 2016 |
| Copa Dominicana de Fútbol (Campeón)                | Cibao FC.              | 2016 |
| Campeonato de Clubes de la CFU 2017 (Campeón)      | Cibao FC.              | 2017 |

## Clubes
| Club                   | País                 | Año           |
| ---------------------- | -------------------- | ------------- |
| Moca FC                | República Dominicana | 2010-2011     |
| AS Capoise             | Haití                | 2011-2012     |
| Moca FC                | República Dominicana | 2012-2013     |
| Violette Athletic Club | Haití                | 2013-2014     |
| Cibao FC               | República Dominicana | 2015-presente |